# OVO Hydro
Das OVO Hydro (oder kurz The Hydro) ist eine Mehrzweckhalle im Stadtviertel Finnieston der schottischen Stadt Glasgow, Vereinigtes Königreich. Die Veranstaltungsarena wurde auf einem 64 ac (rund 259.000 m²) großen Grundstück, etwa 2,7 km westlich des Stadtzentrums am nördlichen Ufer des Clyde, erbaut. Zusammen mit dem 1985 eröffneten Scottish Exhibition and Conference Centre (SECC), heute SEC Centre, und dem SEC Armadillo (früher: Clyde Auditorium) sowie Parkplatzflächen bildet das OVO Hydro den Scottish Event Campus. Der Eigentümer und Betreiber des Campus ist die Scottish Event Campus Limited, die zu rund 90 % im Besitz des City Council der Stadt Glasgow ist. The Hydro bietet 13.000 Plätze (12.000 Sitz- und 1.000 Stehplätze) und ist damit die größte Veranstaltungshalle des Landes.
Das öffentliche Strom-, Gas- und Telekommunikationsunternehmen SSE plc war von September 2011 bis Oktober 2021 Namenssponsor und zahlte für zehn Jahre 15 Millionen £. Am 14. Oktober 2021 wurde das englische Energieversorgungsunternehmen OVO Energy mit Sitz in Bristol neuer Namensgeber.

## Geschichte
Die Planungen für die Halle begannen im Jahr 2001. Das Architekturbüro Foster + Partners wurde 2004 für den Bau des Gebäudes ausgewählt. Am 27. Oktober 2005 stellte das Büro ihre Entwürfe der Öffentlichkeit vor. Im Februar 2011 begann das Bauunternehmen Lend Lease Group in Nachbarschaft zum 1997 eingeweihten Clyde Auditorium (3.000 Sitzplätze) mit der Errichtung der Veranstaltungsstätte. Die Aufbau der Zuschauertribünen lehnt sich an ein antikes Amphitheater an. Auf der untersten Ebene werden für die Flexibilität fest installierte, verschiebbare und ausbaubare Zuschauerplätze verwandt. Die Fassade ist mit transluzenten ETFE-Folienkissen, ähnlich der Allianz Arena in München, verkleidet. Sie kann in bis zu 12,8 Mio. Farben erstrahlen und Bilder darauf projiziert werden. Die Arena ist an der Front 33 Meter und an der nördlichen Rückseite 15 Meter hoch. Das flache Kuppeldach (Durchmesser: 120 Meter) mit einer gitterförmigen Stahlkonstruktion und einem Gewicht von 1.400 Tonnen spannt sich über die Halle und ist am höchsten Punkt 45 Meter über dem Erdboden.
Am 8. Juni 2013 brannten Teile des Hallendaches sowie der Fassade aufgrund von Funkenflug bei Schweißarbeiten. Nach der Begutachtung der Brandstelle war der Schaden jedoch geringer als zunächst befürchtet und die Arbeiten blieben im Zeitplan. Es entstand ein Schaden von fünf Mio. £. Am 30. September 2013 wurde die 125 Mio. £ teure Halle mit einem Konzert des britischen Sängers Rod Stewart eröffnet. Es war der Auftakt für drei weitere Konzerte von Stewart an den folgenden Tagen.

## Veranstaltungen
The Hydro ist in erster Linie ein Ort für Konzerte, Shows und ähnliche Veranstaltungen. Daneben finden auch Sportveranstaltungen statt.

### Konzerte
Das erste Konzert, vorab vor geladenen Gästen, gab am 26. September 2013 die schottische Indie-Pop-Band Admiral Fallow. Seit der Eröffnung des SSE Hydro traten viele nationale wie internationale Künstler sowie Bands in der Konzertarena auf. Im Jahr 2015 wurden 1.021.038 Eintrittskarten für das Hydro verkauft. Nur die O₂ Arena in London (1.819.487) und die Manchester Arena in Manchester setzten weltweit mehr Tickets für ihre Veranstaltungen ab. Der berühmte Madison Square Garden in New York (1.013.453) belegte den vierten Platz. 2013 und 2016 wurden im Hydro die MOBO Awards, ein Black-Music-Musikpreis, verliehen. Die MTV Europe Music Awards 2014 fanden in der Glasgower Mehrzweckhalle statt.

### Sport
Die Hydro Arena war eine wichtige Veranstaltungsstätte der Commonwealth Games 2014 vom 23. Juli bis zum 3. August des Jahres. Es wurden die Turnwettkämpfe, das Finale und das Spiel um Platz 3 im Netball, die Finalkämpfe im Boxen und die Rhythmische Sportgymnastik ausgetragen. Zuvor trat die Basketball-Showtruppe der Harlem Globetrotters im April 2014 in der modernen Arena auf. Am 18. Juli 2015 machte die UFC Fight Night erstmals Station in Schottland. Im Hauptkampf der UFC Fight Night 72 standen sich der Brite Michael Bisping und der Brasilianer Thales Leites gegenüber. Zu der Kampfsportabend kamen 10.451 Zuschauer, was eine Einnahme von 1,5 Mio. US-Dollar bedeutete. Vom 23. Oktober bis zum 1. November 2015 trugen in der Arena die Turner die 46. Weltmeisterschaften in die SSE Hydro Arena aus. Im November 2017 trafen die beiden Weltklasse-Tennisspieler Andy Murray und Roger Federer zu einem Schaukampf im SSE Hydro an. Vor rund 13.000 Zuschauern gewann Federer die Partie mit 6:3, 3:6 und 10:6 im Match-Tie-Break. Zeitweise spielte Roger Federer in einem Schottenrock, den ihm eine Zuschauerin lieh. Der Erlös der Veranstaltung kam verschiedenen Wohltätigkeitsorganisationen zugute. Zwischen 2014 und 2019 und seit 2022 gastiert die Premier League Darts jeweils an einem Spieltag in der Arena; die COVID-19-Pandemie verhinderte die Austragung in den Jahren 2020 und 2021. Im Rahmen der European Championships 2018 in Glasgow und Berlin wurden die Turn-Europameisterschaften im SSE Hydro ausgetragen.

### Politik
Im Rahmen des Referendums über die Unabhängigkeit Schottlands vom Vereinigten Königreich fand am 11. September 2014 im SSE Hydro eine von der Produktionsfirma Mentorn und der BBC Scotland produzierte Debatte unter dem Titel Scotland Decides: The Big, Big Debate statt. Schüler aus allen Secondary Schools von Schottland waren daran beteiligt. BBC One übertrug die einstündige Sendung, in der 16- und 17-jährige Erstwähler Nicola Sturgeon (Erste Ministerin und Vorsitzende der SNP), Patrick Harvie (Vorsitzender der SGP), Ruth Davidson (Tories) und George Galloway (Vorsitzender der Respect – The Unity Coalition) befragten.

### Sonstiges
Am 19. Oktober 2013 wurden in der Glasgower Konzertarena die MOBO Awards (Music of Black Origin Awards), ein britischer Musikpreis für Interpreten von Musik mit schwarzafrikanischen ethnischen Wurzeln, verliehen. Am 4. November 2016 war das SSE Hydro zum zweiten Mal Ort der Preisverleihung, die seit 1996 zum 21. Mal stattfand. Am 14. Dezember 2014 fand die Preisverleihung zum britischen Sportler des Jahres (BBC Sports Personality of the Year) in der Glasgower Mehrzweckhalle statt. Die jährlich von der BBC organisierte Publikumswahl gewann der Autorennfahrer Lewis Hamilton mit 209.920 der insgesamt 620.932 abgegebenen Stimmen vor dem Golfer Rory McIlroy (123.745) und der Leichtathletin Joanne Pavey (99.913).

## Galerie

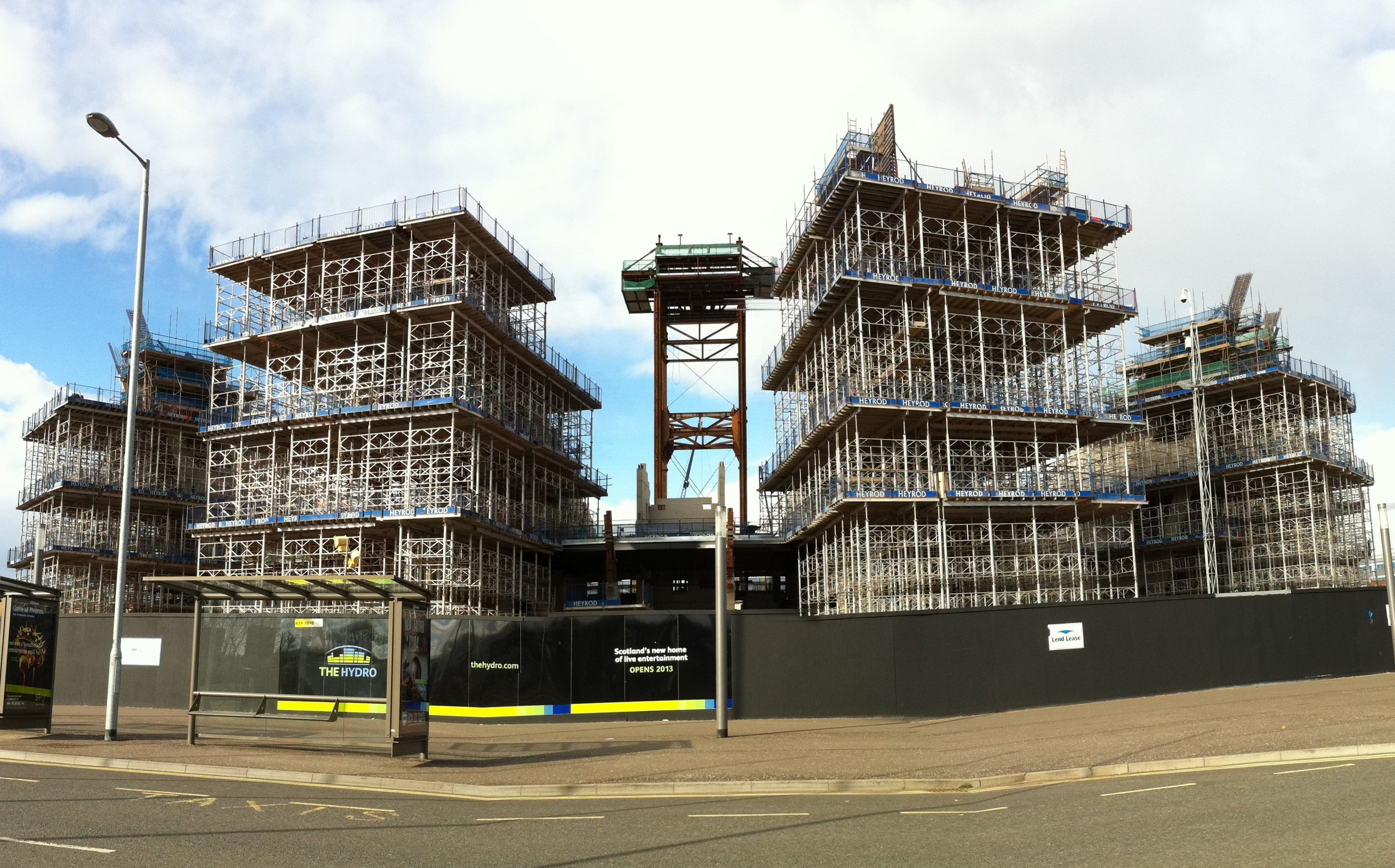
Die Baustelle im April 2012
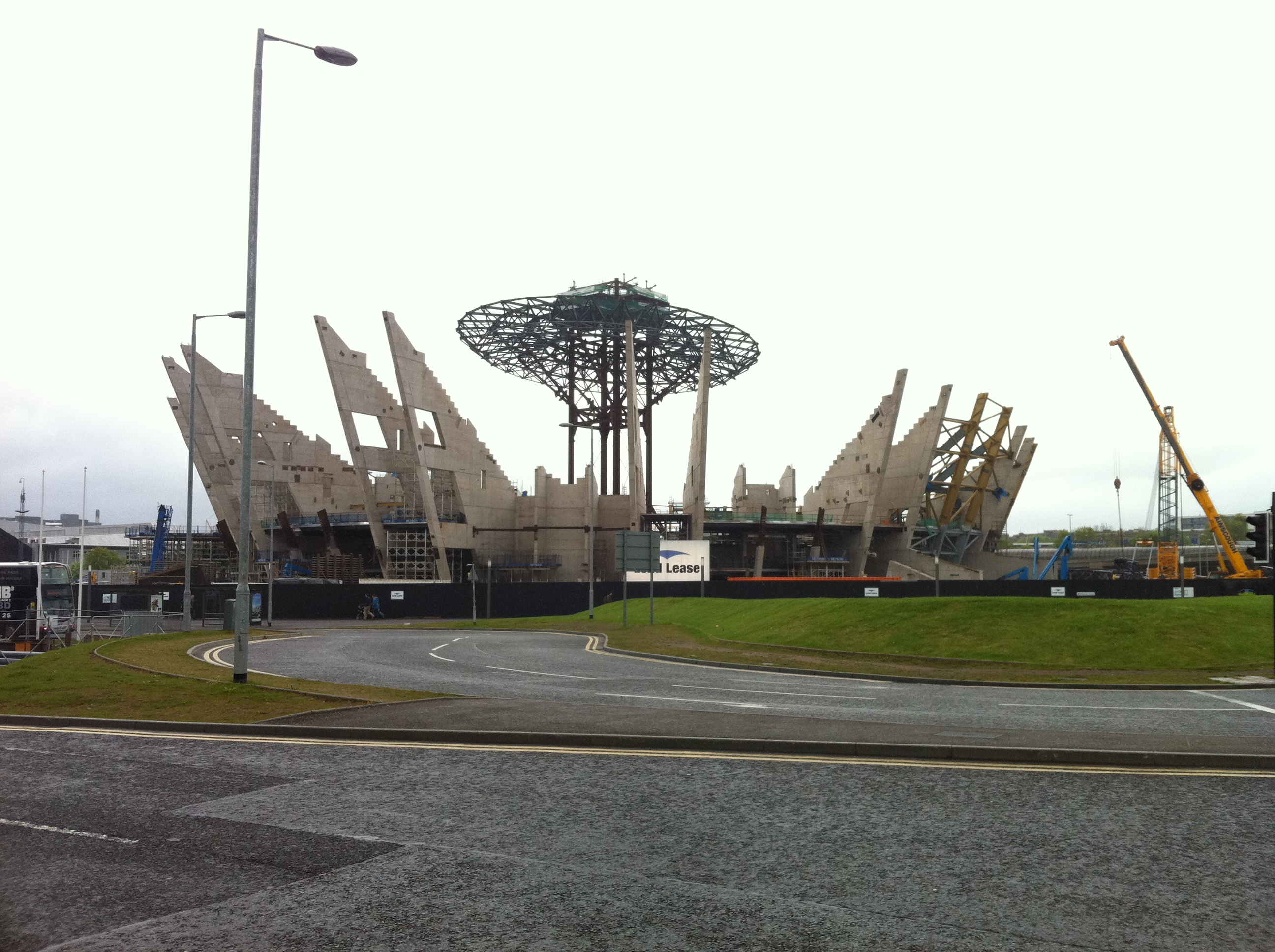
Mai 2012
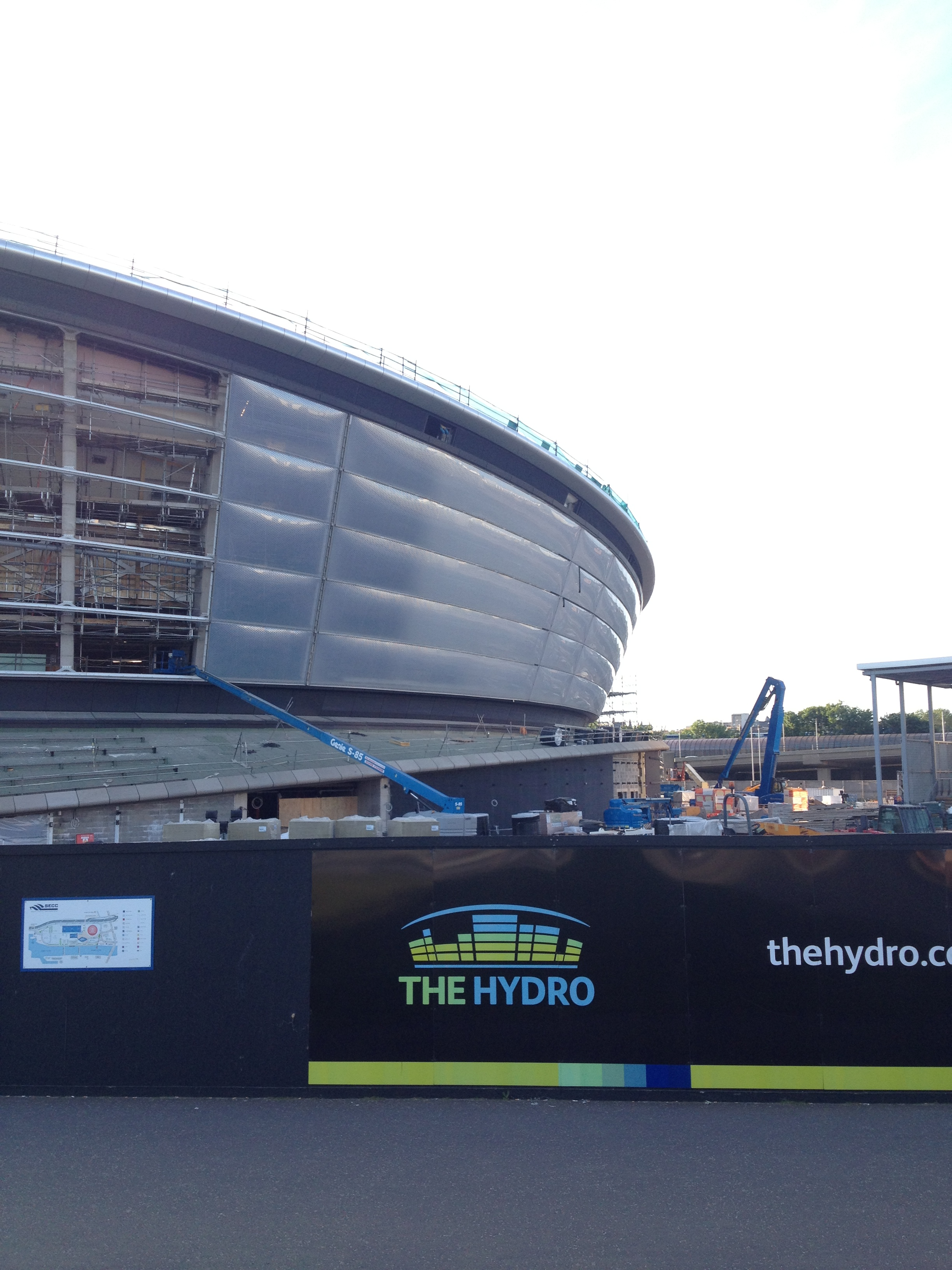
Die Montage der Fassaden-Kissen fand im Juli 2013 statt
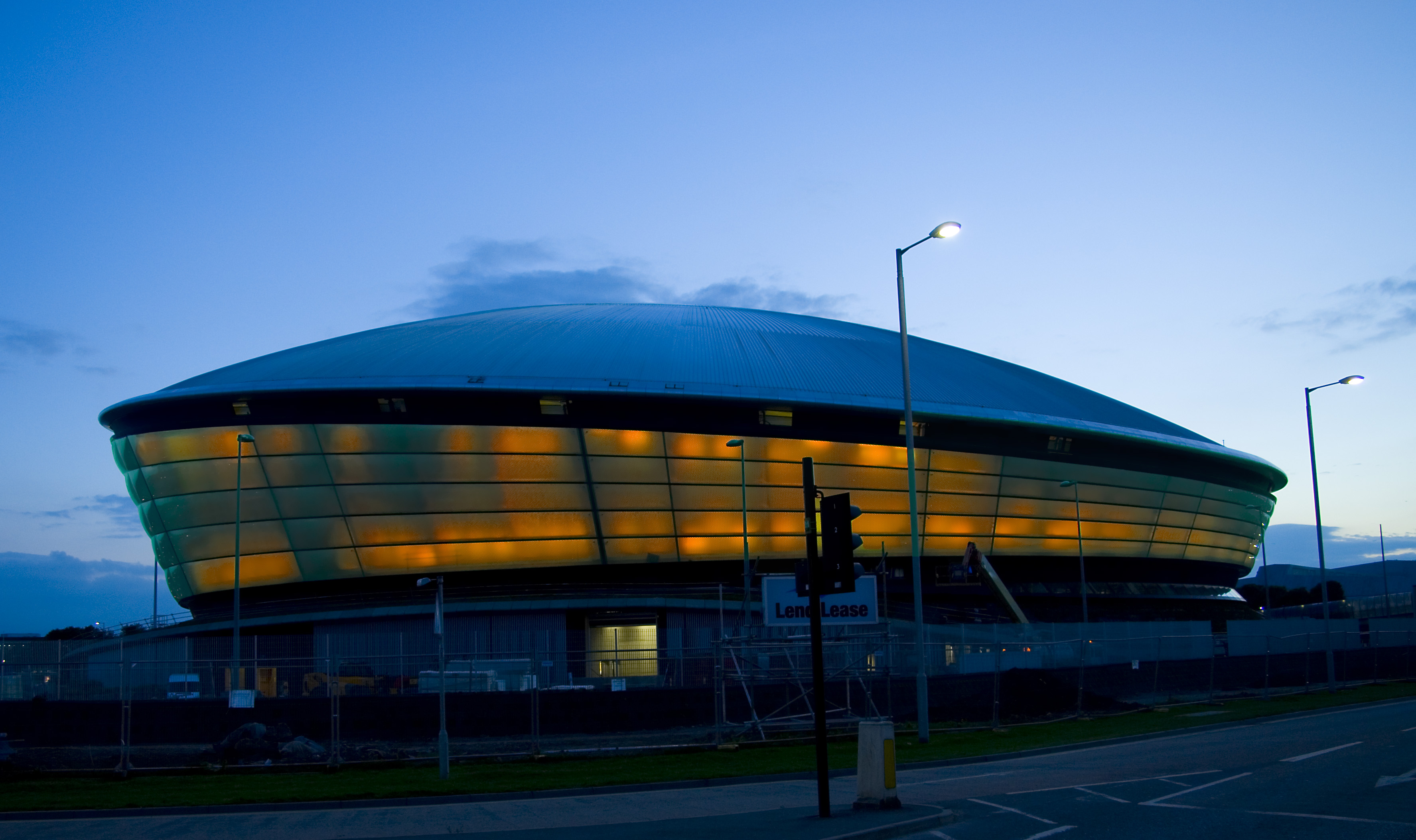
The SSE Hydro in der Abenddämmerung im September 2013
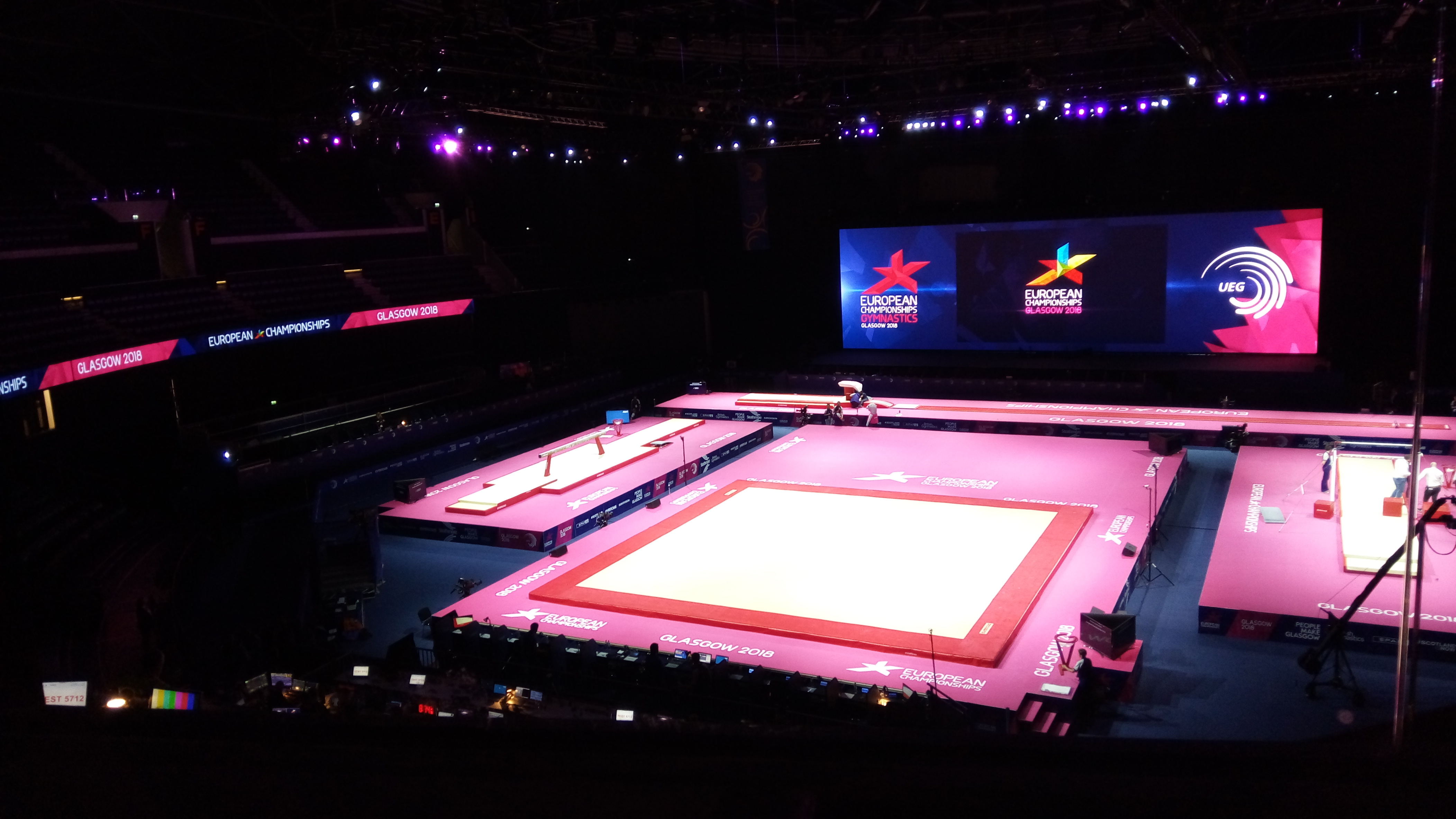
Die Halle während der Turn-Europameisterschaften 2018